# Рујишник
Рујишник је насеље у Србији у општини Трстеник у Расинском округу. Према попису из 2022. било је 435 становника (према попису из 1991. било је 631 становника).

## Историја
До Другог српског устанка Рујишник се налазио у саставу Османског царства. Након Другог српског устанка Рујишник улази у састав Кнежевине Србије и административно је припадао Јагодинској нахији и Левачкој кнежини све до 1834. године када је Србија подељена на сердарства.

## Демографија
У насељу Рујишник живи 457 пунолетних становника, а просечна старост становништва износи 44,1 година (43,1 код мушкараца и 45,2 код жена). У насељу има 139 домаћинстава, а просечан број чланова по домаћинству је 4,02.
Ово насеље је великим делом насељено Србима (према попису из 2002. године), а у последња три пописа, примећен је пад у броју становника.
|  |

| Демографија | Демографија | Демографија |
| Година      | Становника  | Становника  |
| ----------- | ----------- | ----------- |
| 1948.       | 717         |             |
| 1953.       | 720         |             |
| 1961.       | 690         |             |
| 1971.       | 664         |             |
| 1981.       | 645         |             |
| 1991.       | 631         | 616         |
| 2002.       | 559         | 566         |

| Етнички састав према попису из 2002.‍ | Етнички састав према попису из 2002.‍ | Етнички састав према попису из 2002.‍ | Етнички састав према попису из 2002.‍ | Етнички састав према попису из 2002.‍ |
| ------------------------------------ | ------------------------------------ | ------------------------------------ | ------------------------------------ | ------------------------------------ |
|                                      |                                      |                                      |                                      |                                      |
| Срби                                 | Срби                                 |                                      | 557                                  | 99,64%                               |
| Црногорци                            | Црногорци                            |                                      | 1                                    | 0,17%                                |
| непознато                            | непознато                            |                                      | 1                                    | 0,17%                                |

| Рујишник у пописима Јагодинске нахије — од 1818. до 1829.                         |       |       |       |       |       |       |          |       |       |       |       |       |
| Година пописа                                                                     | 1818. | 1819. | 1820. | 1821. | 1822. | 1823. | 1824/25. | 1825. | 1826. | 1827. | 1828. | 1829. |
| Куће                                                                              | -     | -     | -     | -     | -     | 8     | 8        | 8     | 8     | 9     | 10    | 13    |
| Пореске главе*                                                                    | -     | -     | -     | -     | -     | 10    | 11       | 11    | 10    | 10    | 11    | 12    |
| Арачке главе**                                                                    | -     | -     | -     | -     | -     | 21    | 28       | 29    | 30    | 31    | 32    | 36    |
| *Пореске главе = Ожењени мушкарци \| ** Арачке главе = Мушкарци од 7 до 70 година |       |       |       |       |       |       |          |       |       |       |       |       |

| Година пописа     | 1948. | 1953. | 1961. | 1971. | 1981. | 1991. | 2002. |
| ----------------- | ----- | ----- | ----- | ----- | ----- | ----- | ----- |
| Број домаћинстава | 136   | 141   | 148   | 151   | 142   | 137   | 139   |

| Број чланова      | 1  | 2  | 3  | 4  | 5  | 6  | 7 | 8 | 9 | 10 и више | Просек |
| ----------------- | -- | -- | -- | -- | -- | -- | - | - | - | --------- | ------ |
| Број домаћинстава | 13 | 25 | 23 | 24 | 17 | 23 | 8 | 3 | 2 | 1         | 4,02   |

| Пол    | Укупно | Неожењен/Неудата | Ожењен/Удата | Удовац/Удовица | Разведен/Разведена | Непознато |
| ------ | ------ | ---------------- | ------------ | -------------- | ------------------ | --------- |
| Мушки  | 238    | 45               | 170          | 16             | 3                  | 4         |
| Женски | 245    | 28               | 174          | 35             | 7                  | 1         |
| УКУПНО | 483    | 73               | 344          | 51             | 10                 | 5         |

| Пол    | Укупно                    | Пољопривреда, лов и шумарство | Рибарство                            | Вађење руде и камена | Прерађивачка индустрија       |
| ------ | ------------------------- | ----------------------------- | ------------------------------------ | -------------------- | ----------------------------- |
| Мушки  | 145                       | 103                           | 0                                    | 0                    | 16                            |
| Женски | 118                       | 91                            | 0                                    | 0                    | 16                            |
| УКУПНО | 263                       | 194                           | 0                                    | 0                    | 32                            |
| Пол    | Производња и снабдевање   | Грађевинарство                | Трговина                             | Хотели и ресторани   | Саобраћај, складиштење и везе |
| Мушки  | 1                         | 0                             | 5                                    | 0                    | 3                             |
| Женски | 0                         | 0                             | 4                                    | 0                    | 0                             |
| УКУПНО | 1                         | 0                             | 9                                    | 0                    | 3                             |
| Пол    | Финансијско посредовање   | Некретнине                    | Државна управа и одбрана             | Образовање           | Здравствени и социјални рад   |
| Мушки  | 0                         | 4                             | 0                                    | 0                    | 0                             |
| Женски | 0                         | 0                             | 0                                    | 2                    | 1                             |
| УКУПНО | 0                         | 4                             | 0                                    | 2                    | 1                             |
| Пол    | Остале услужне активности | Приватна домаћинства          | Екстериторијалне организације и тела | Непознато            | Непознато                     |
| Мушки  | 1                         | 0                             | 0                                    | 12                   | 12                            |
| Женски | 0                         | 0                             | 0                                    | 4                    | 4                             |
| УКУПНО | 1                         | 0                             | 0                                    | 16                   | 16                            |